# Boulton Paul P.82 Defiant
El Boulton Paul P.82 Defiant (‘desafiante’ en inglés) fue un avión usado por la Royal Air Force en la Segunda Guerra Mundial, era un avión de caza basado en una nueva concepción táctica, que proponía cazas con una torreta de mando asistido artillada con múltiples ametralladoras.

## Antecedentes
Una nueva concepción táctica, que vio la luz en 1935, el proyecto proponía la utilización en los cazas de una torreta de mando asistido con ametralladoras múltiples. Esto parecía proporcionar varias ventajas: en primer lugar, aliviaba al piloto de caza de la doble tarea de pilotar el avión y concentrarse en la búsqueda del enemigo, seguimiento y ataque certero a un blanco; en segundo lugar, podían usarse las armas tanto en forma ofensiva como defensiva con un campo de tiro más extenso del que permitían las ametralladoras fijas.
El uso de una torreta de tales características no era del todo nuevo: en 1934, un biplano Hawker Demon había sido equipado de esa manera, pero por razones muy diferentes. En este último caso era consecuencia de la gran velocidad de este caza que hacía casi imposible que el observador-artillero situado en la cabina de popa pudiera ver y disparar con suficiente precisión su ametralladora Lewis. Boulton Aircraft fabricó un total de 58 Demon para Hawker como subcontratista, y cada uno llevaba instalada una torreta Frazer-Nash de mando asistido; además muchos más ya fabricados sufrieron modificaciones retrospectivas.
Así, cuando el Ministerio del Aire británico publicó la especificación F.9/35, en la que pedía un caza biplaza con torreta de mando asistido para el artillero, tanto Boulton Paul como Hawker presentaron proyectos. Sin embargo, el prototipo Hawker Hotspur no podía competir con los dos encargados por Boulton Paul Aircraft , sobre todo debido a que las fábricas Hawker no tenían la suficiente capacidad productiva disponible; el prototipo Hotspur fue abandonado.

## Historia

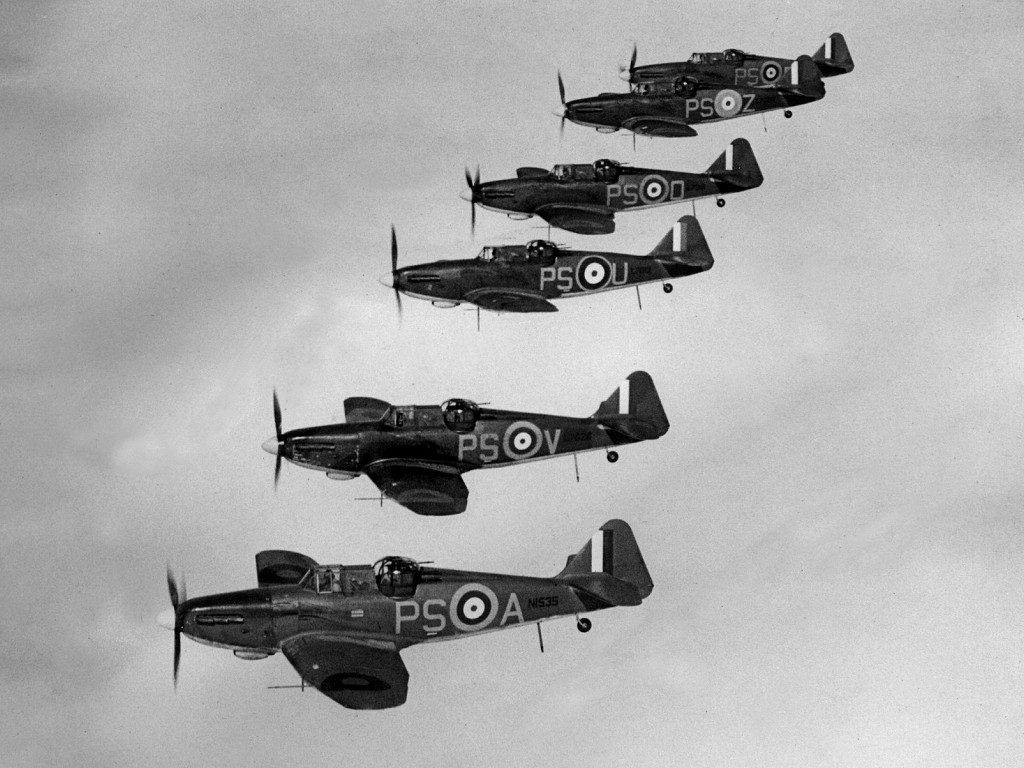
Varios Defiant Mk II canadienses en formación.

El primer Defiant F. Mk I de serie realizó su vuelo inaugural el 30 de junio de 1939, y las entregas al 264º Escuadrón comenzaron en diciembre de ese año. Fue este escuadrón el que lo desplegó por primera vez, el 12 de mayo de 1940, sobre las playas de Dunkerque, obteniendo una eficacia táctica sorprendente.
Los cazas que realizaban ataques convencionales a la cola de los Defiant tropezaron con la potencia de fuego sin precedentes de las cuatro ametralladoras. Así, en un día, los Defiant proclamaron el derribo de 38 aviones enemigos, y a finales de mayo habían elevado la cifra a 65. Sin embargo, su superioridad aérea fue de muy corta duración, pues los pilotos de la Luftwaffe no tardaron en darse cuenta de que contaban con la posibilidad de atacar frontalmente o desde abajo al Defiant con total impunidad. En consecuencia, se decidió utilizar el Defiant para misiones de caza nocturna y en muchos aviones Mk I se instalaron los nuevos y secretos radares AI, tanto el modelo AI Mk IV como el Mk VI; los aviones así equipados fueron denominados Defiant NF. Mk IA. Con este equipo demostraron constituir un valioso suplemento a la defensa aérea nocturna de Gran Bretaña en el invierno de 1940-41, período durante el cual registraron más derribos por interceptación que ningún otro caza contemporáneo.
En un intento por mejorar las prestaciones del Defiant, se utilizaron dos Mk I como base para los prototipos de la nueva versión Defiant Mk II. Aparte de la instalación de un motor Merlin XX más potente, se incrementó la capacidad de combustible, se le proveyó de un timón de dirección de mayor superficie y se modificaron los sistemas de refrigeración y de alimentación del motor.
El primer Mk II realizó su primer vuelo el 20 de junio de 1940. Se construyeron 210 ejemplares del Defiant Mk II, muchos de ellos convertidos más tarde en Defiant TT.MkI, remolcadores de blancos. Además, 150 Mk I fueron convertidos en Defiant TT.Mk III, remolcadores y 140 nuevos TT.Mk I de serie llevaron las cifras totales de producción (incluidos los prototipos) a 1065 ejemplares; la producción cesó en 1943.
En el apogeo de su uso como cazas nocturnos, los Defiant integraban 13 escuadrones de la RAF. Luego se utilizaron en la metrópoli, en Medio y Lejano Oriente como remolcadores de blancos. Además, unos 50 Mk I sufrieron modificaciones para ser utilizados en misiones de salvamento en el mar y sirvieron en los Escuadrones 275, 276, 277, 280 y 281.

## Diseño
El primero de los prototipos Boulton Paul P.82 Defiant realizó su vuelo inicial el 11 de agosto de 1937. Era un monoplano de ala baja cantilever construido íntegramente en metal, provisto de tren de aterrizaje con rueda de cola retráctil y dotado de un motor en V Rolls-Royce Merlin I de 1.030 cv.
El segundo prototipo tenía un motor Merlin II. ambos por supuesto tenían la enorme y pesada torreta para cuatro ametralladoras montadas en el fuselaje, a popa de la cabina del piloto. Su peso y su elevada resistencia al avance imponían severos límites de velocidad y maniobrabilidad.

## Operadores
- Australia
- India
- Canadá
- Polonia
- Reino Unido
- Estados Unidos

## Especificaciones técnicas

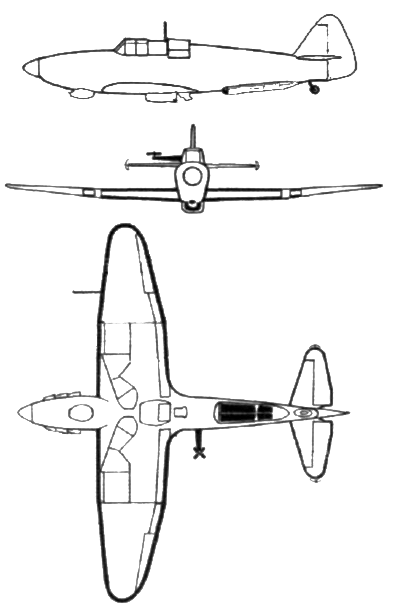

Defiant Mk II
| Descripción                                                            | Descripción              |
| ---------------------------------------------------------------------- | ------------------------ |
| Tripulación                                                            | Dos (piloto y artillero) |
| Dimensiones                                                            |                          |
| Longitud                                                               | 10,77 m                  |
| Envergadura                                                            | 11,99 m                  |
| Altura                                                                 | 3,45 m                   |
| Superficie alar                                                        | 23,23 m²                 |
| Pesos                                                                  |                          |
| Vacío                                                                  | 2.849 kg.                |
| Con carga                                                              | 3.821 kg.                |
| Planta motriz                                                          |                          |
| Motores                                                                | Rolls Royce Merlin I     |
| Potencia unitaria                                                      | 1.030 cv (Mk I)          |
| Prestaciones                                                           |                          |
| Velocidad máxima                                                       | 489 km/h                 |
| Alcance                                                                | 748 km.                  |
| Techo de vuelo                                                         | 9.250 m.                 |
| Régimen de ascenso                                                     | 9,65 m/min               |
| Relación empuje a peso                                                 | 204 w/kg.                |
| Armamento                                                              |                          |
| Cuatro ametralladoras Browning calibre 7,70 mm. Con 600 balas cada una |                          |

### Listas relacionadas
- Anexo:Cazas de la Segunda Guerra Mundial